# Hundreds of Beavers
Hundreds of Beavers (englisch für ‚Hunderte Biber‘) ist eine amerikanische Independent-Komödie von Mike Cheslik und Ryland Tews. Ein Apfelbauer verliert seine Plantage an eine Biberplage – dargestellt von Menschen in Tierkostümen – und versucht sich daraufhin als Trapper. Angelehnt an die Slapstick-Klassiker der 1920er ist der surreale Film in schwarz-weiß gehalten und verzichtet auf verständliche Dialoge. Die Premiere fand auf dem Fantastic Fest 2022 in Austin, Texas statt. Es folgten weitere Filmfestivals sowie der Selbstvertrieb als Video-on-Demand. Der Verleih Lighthouse hat den deutschen Kinostart für den 13. Februar 2025 angesetzt.

## Handlung
Jean Kayak ist erfolgreicher Applejack-Brenner im 19. Jahrhundert, bis sich zwei Biber auf seine Farm einschleichen, seine Obstbäume und die Stützbalken seiner beiden riesigen Lagertanks umnagen. Ein Tank rollt davon, ohne dass es der betrunkene Jean bemerkt, der zweite walzt sein Haus nieder, explodiert und vernichtet seine komplette Existenz. Inmitten einer tief verschneiten Winterlandschaft erwacht Jean aus einer Bewusstlosigkeit, ihm ist nichts weiter geblieben als die wenige Kleidung, die er auf dem Leib trägt. Von Hunger geplagt versucht er verzweifelt Essbares zu ergattern. Dabei trifft er auf eine Gruppe Baumstämme tragender Biber und greift sie an, doch wird er von diesen zusammengeschlagen. Er fängt ein paar Fische, indem er seine Finger blutig verletzt und als Köder einsetzt. Den spärlichen Fang verkauft er an einen örtlichen Händler. Den Erlös investiert Jean ein kleines Messer, mit dem er sein Hemd in Streifen schneidet, die er zu einem Seil dreht. Auf seiner Jagd nach Kaninchen entdeckt er, dass sie ein Tunnelsystem verwenden. An einem dieser Ausgänge legt er eine Fangschlinge aus und lockt die Kaninchen hinein, jedoch fressen Waschbären seine Beute noch bevor er sie erreicht. Er schneidet seine Hose in Streifen, um damit die gefangene Kaninchen außer Reichweite der Waschbären zu bringen. Er erlegt einen der Waschbären und trifft auf dem Weg zum Händler einen indianischen Pelzjäger, dessen Schneeschuhe er gegen sein Messer eintauscht. Die Tochter des Händlers zieht dem Waschbären das Fell ab und fertigt daraus Kleidung für Jean.
Beim Sturz in die Fallgrube eines Fallenstellers bricht sich Jean ein Bein. Der Fallensteller rettet ihn, versorgt sein Bein und nimmt ihn als seinen Schützling auf seinen Streifzügen mit. In den Nächten reißen Wölfe die Schlittenhunde der beiden. Als das Wolfsrudel schließlich in voller Stärke angreift, übergibt der Fallensteller seinen Fallenplan an Jean und fällt daraufhin zusammen mit seinem Bündel Biberfellen den Wölfen zum Opfer. Jean versteht es jedoch nicht, den Plan zu lesen, radiert ihn aus und entwickelt fortan einen eigenen Plan, während ihm sein Jagdrevier immer vertrauter wird. Er findet kreative Wege, die Tiere zu jagen, die er an den Händler verkauft oder beim indianischen Pelzjäger gegen bessere Ausrüstung eintauscht. Jean und die Tochter des Händlers fühlen sich zueinander hingezogen, jedoch verlangt der Händler für ihre Hand hunderte von Biberfellen.
Derweil ermitteln zwei Biberdetektive im Stil von Sherlock Holmes und Dr. Watson nach ihren verschwundenen Artgenossen und kommen Jean langsam auf die Schlichte. Nachdem sie den übrigen Bibern, die einen riesigen Staudamm bauen, Bericht erstatten, senden diese eine große Schwadron Biber aus um Jean zu fangen. Dieser entdeckt, dass die Wölfe das Bündel Felle des Fallenstellers in ihrer Höhle horten. Jean ergattert das Fellbündel und lockt die ihn verfolgenden Biber in die Wolfshöhle, deren Eingang er mit Eiszapfen verbarrikadiert, so dass die Wölfe die Biber abschlachten können. Erwartungsvoll bringt er das Fellbündel zur Hütte des Händlers, doch entpuppt sich diese jedoch als Kulisse und Falle der Biberdetektive, die ihm das Bündel mit den Leichen abnehmen, um sie zu bestatten.
Jean schleicht sich in den Damm, wird aber gefasst, vor Gericht gestellt und des Bibermords schuldig gesprochen. Zur Strafe soll er gehäutet und seine Haut zu einem Mantel verarbeitet werden, ebenso wie es dem Fallensteller ergangen ist. Jean kann sich aus seinen Fesselung befreien und kämpft sich durch den Damm. Auf seiner Flucht entdeckt er, dass die Biber aus einem seiner Lagerfässer eine Rakete bauten. Versehentlich stößt er einen Biber hinein, wodurch die Rakete eine Fehlfunktion erleidet, in einer falschen Richtung startet, den Damm streift und zum Einsturz bringt, worauf die in den Taleinschnitt einflutenden Wassermassen die Green Bay bilden. Auf seiner Flucht ergattert Jean das Bündel Biberfelle, rollt es mit Schnee zu einem riesigen Schneeball zusammen, auf dem er davonreitet. Die Biber klettern zu einer riesigen Figur aufeinander und nehmen die Verfolgung auf. Indes schießt der indianische Felljäger einen Enterpfeil auf die Rakete ab und lenkt sie auf die riesige Biberfigur um und zerstört sie. Auf dem Schneeball aus Hunderten von Biberfellen kommt Jean direkt vor der Hütte des Händlers zum Stehen, woraufhin der Händler der Hochzeit mit seiner Tochter einwilligt.

## Entstehung
Die Schulfreunde Mike Cheslik und Ryland Tews hatten die Idee zum Film in einer Bar in Milwaukee, Wisconsin im Oktober 2018. Cheslik wollte drei Dinge verknüpfen: Seine Fähigkeiten mit der Software Adobe After Effects, seine Kenntnis von Schnee und Tews’ verblüffendes Talent, umzufallen. So entwickelten sie gemeinsam das zweiseitige Treatment. Cheslik übernahm zusätzlich Regie, Schnitt und Effekte, während Tews die Hauptrolle spielte.
Die Tierkostüme wurden bei einem chinesischen Webshop für Maskottchen-Bedarf bestellt und leicht angepasst. Cheslik und Tews finanzierten zunächst den vierwöchigen Dreh des ersten Akts, mit dem sie daraufhin das restliche Budget von insgesamt rund 150.000 US-Dollar einwarben. In den Wintern 2019 und 2020 drehte eine sechsköpfige Freundesgruppe den Rest in den Wäldern von Michigan und Wisconsin. Zum Einsatz kam handelsübliche Ausrüstung wie die spiegellose Systemkamera Panasonic Lumix DC-GH5.
Es schlossen zwei Jahre Postproduktion an für die insgesamt rund 1500 Effekt-Einstellungen. Tews’ Vater Wayne lieferte mehrere Lieder für den Film. Verschiedene Holzspielzeuge untermalen akustisch den überzogenen Slapstick wie bei klassischen Cartoons. In fast jeder Szene wurde die Klangkulisse verfremdet, denn Sounddesigner Bobb Barito fand „Gewalt klingt am lustigsten, wenn man sie stark verzerrt“.

## Kritiken
Hundreds of Beavers erhielt ein sehr gutes Presseecho, was sich auch in den Auswertungen US-amerikanischer Aggregatoren widerspiegelt. So erfasst Rotten Tomatoes fast ausschließlich wohlwollende Besprechungen und ordnet den Film dementsprechend als „Zertifiziert Frisch“ ein. Laut Metacritic fallen die Bewertungen im Mittel „Grundsätzlich Wohlwollend“ aus. Vielfach wurden Vergleiche mit den Looney Tunes und den Filmen von Buster Keaton gezogen.
Im Zuge der Heimkinoveröffentlichung wurde er oft zu den besten Filmen 2024 gezählt, unter anderem vom britischen The Guardian, der Popkultur-Website AVClub und der Los Angeles Times. Auch bei Letterboxd, einem Onlineportal für Cineasten, war der Film die bestbewertete Komödie des Jahres.
Der Filmdienst beschreibt den Film als Mischung aus frühen Stummfilm, Bugs-Bunny-Cartoon und Videospiel und lobt dabei den enormen Ideenreichtum. Zwar wird betont, dass es sich um größtenteils substanzlosen Klamauk handelt, den manche lieben und andere hassen werden, doch der Filmkritiker Christoph Dobbitsch zieht ein überwiegend positives Fazit:

„Man spürt die Lust aller Beteiligten, mit Karacho einen derartigen Nonsens zu produzieren, der trotzdem in jeder Facette vor Detailverliebtheit und Kinoleidenschaft sprüht. Es widerspricht sich eigentlich, dass ein so dummer Film so genial sein und sich eine so inhaltsleere Hülle so durchdacht anfühlen kann. Die Mühe, die es gekostet haben muss, die schiere Menge an flachen Witzen zu produzieren, ringt doch ein Staunen ab. Mit etwas Glück verwandelt sich dieses Staunen in Lachen.“

Bei film-rezensionen.de bezeichnete Kritiker Adrian Gmelch den Film „als kleines, cineastisches Wunderwerk“, das Slapstick, absurden Humor und handgemachte Effekte perfekt vereine. Im Fazit hieß es:

„Eine furiose, mosaikartige Slapstick-Symphonie in Schwarz-Weiß, die mit jeder sorgfältig durchkomponierten Szene beweist, dass es im Kino immer noch Überraschungen gibt. Ein Highlight der vergangenen Jahre.“

Benjamin Moldenhauer von der taz lobt den kompromisslosen künstlerischen Ansatz der Filmemacher, die mit ihrer radikalen künstlerischen Unabhängigkeit, eigene Ideen über die Erwartungen von Publikum oder die wirtschaftlichen Interessen von Produzenten stellten: „Der Maßstab ist der Kopfinhalt der Filmemacher, nicht ein Publikums- oder Produzenteninteresse.“

## Belege
1. ↑   Freigabebescheinigung für Hundreds of Beavers. Freiwillige Selbstkontrolle der Filmwirtschaft (PDF; Prüfnummer: 261686).
2. ↑  Hundreds of Beavers. In: Lexikon des internationalen Films. Filmdienst, abgerufen am 26. Januar 2025.
3. 1 2 3  Jack Dunn: How the Slapstick, Black-and-White Movie ‘Hundreds of Beavers’ Took Over the Indie Scene With a $150,000 Budget, Sub-Zero Temperatures and More. In: Variety. 6. Mai 2024, abgerufen am 26. Januar 2025 (englisch).
4. ↑  Richard Whittaker: Into the Wilds With Hundreds of Beavers. In: Austin Chronicle. 30. April 2024, abgerufen am 26. Januar 2025 (englisch).
5. 1 2  Sarah Shachat: ‘Hundreds of Beavers’ Leaned on Wooden Instruments and Amazon Prime to Craft a Slapstick Soundscape. In: IndieWire. 14. Dezember 2024, abgerufen am 26. Januar 2025 (englisch): „Violence sounds funniest when it’s really distorted“
6. 1 2  Hundreds of Beavers. In: Rotten Tomatoes. Fandango, abgerufen am 26. Januar 2025 (englisch, aggregiert aus 105 Kritiken).
7. 1 2  Hundreds of Beavers. In: Metacritic. Abgerufen am 26. Januar 2025 (englisch, aggregiert aus 16 Kritiken).
8. ↑  Kermode & Mayo’s Take: Review auf YouTube, 12. Juli 2024 (englisch).
9. ↑   The 50 best films of 2024 in the UK: 50-31 In: The Guardian, 9. Dezember 2024 (englisch).
10. ↑  The 25 best films of 2024. In: The A.V. Club. 17. Dezember 2024 (englisch).
11. ↑  Amy Nicholson:  The best movies of 2024 — and where to find them In: Los Angeles Times, 6. Dezember 2024 (englisch).
12. ↑  Scott Roxborough: ‘Dune 2,’ Zendaya Top Letterboxd 2024 Year in Review. In: The Hollywood Reporter. 8. Januar 2025, abgerufen am 26. Januar 2025 (englisch).
13. ↑  Christoph Dobbitsch: Filmdienst: Hundreds of Beavers. In: Filmdienst. 5. Februar 2025, abgerufen am 25. Februar 2025.
14. ↑  Adrian Gmelch: Hundreds of Beavers. In: film-rezensionen.de. 3. Januar 2025, abgerufen am 26. März 2025.
15. ↑  Benjamin Moldenhauer: Nonsens-Komödie „Hundreds of Beavers“Mein Quatsch geschehe. In: taz.de. 11. Februar 2025, abgerufen am 4. Juli 2025.

- Weitere Filmlinks:
- OFDb: Link |
- Filmstarts: Link |
- TMDb: Link |
- bearbeiten